# لو فان بورغ
لو فان بورغ (بالهولندية: Lou van Burg)‏ هو مقدم برامج إذاعية ومقدم تلفزيوني هولندي، ولد في 25 أغسطس 1917 في لاهاي في هولندا، وتوفي في 26 أبريل 1986 في ميونخ في ألمانيا بسبب ابيضاض الدم.

## وصلات خارجية
- لو فان بورغ على موقع IMDb (الإنجليزية)
- لو فان بورغ على موقع مونزينجر (الألمانية)
- لو فان بورغ على موقع ميوزك برينز (الإنجليزية)
- لو فان بورغ على موقع أول موفي (الإنجليزية)
- لو فان بورغ على موقع ديسكوغز (الإنجليزية)
- لو فان بورغ على موقع قاعدة بيانات الفيلم (الإنجليزية)
- لو فان بورغ على موقع كينوبويسك (الروسية)